# Centro de Tenis del Parque Olímpico de Pekín

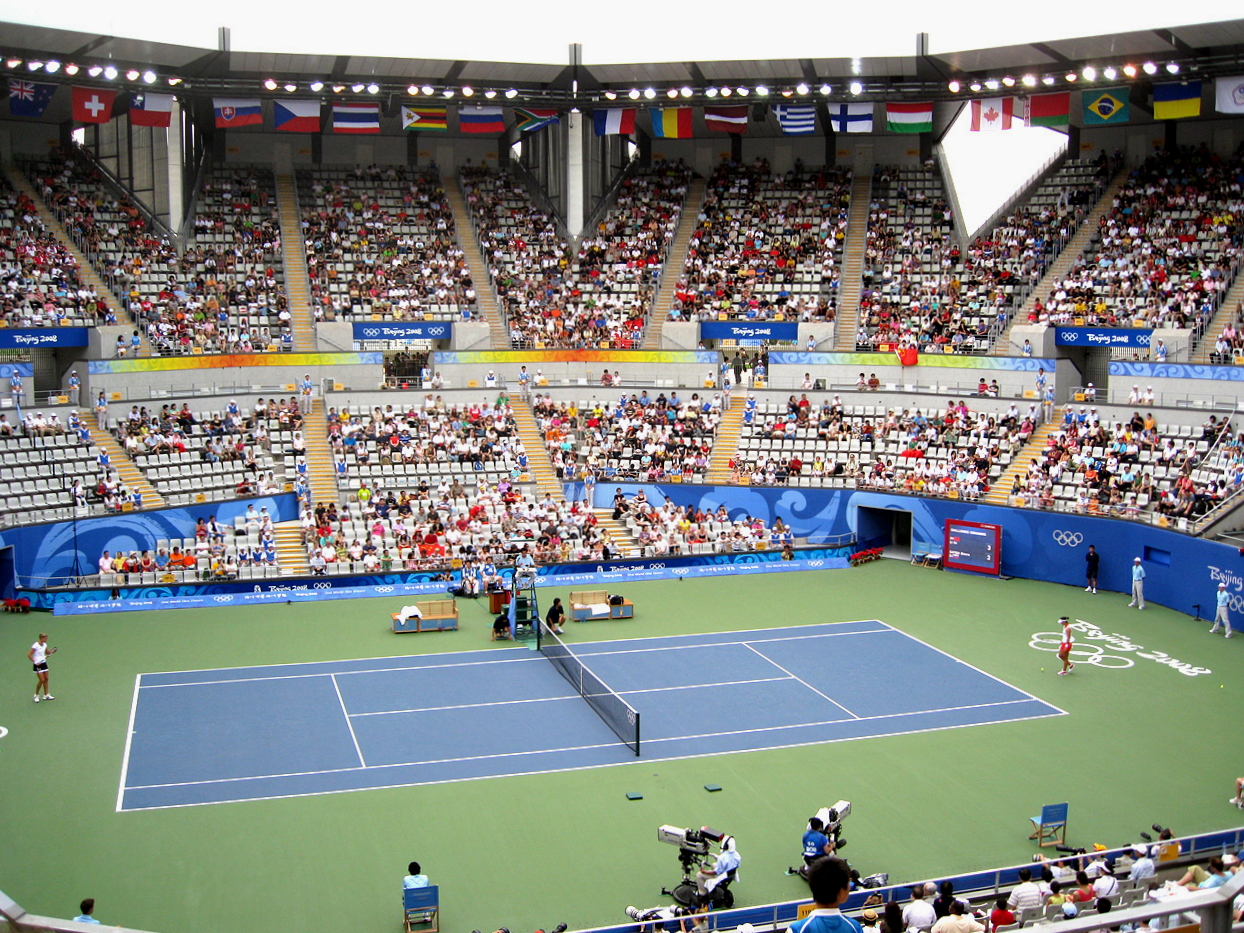
Interior del Centro de Tenis del Parque Olímpico de Pekín.

El Centro de Tenis del Parque Olímpico de Pekín es una instalación deportiva creada para los Juegos Olímpicos de Pekín 2008. Está ubicado en el Parque Olímpico de Pekín (China) y tiene capacidad para 17.400 espectadores. En él se disputaron las competiciones de tenis en los Juegos Olímpicos y las de tenis en silla de ruedas en los Paralímpicos. 